# Leidsche Textielfabrieken Van Wijk

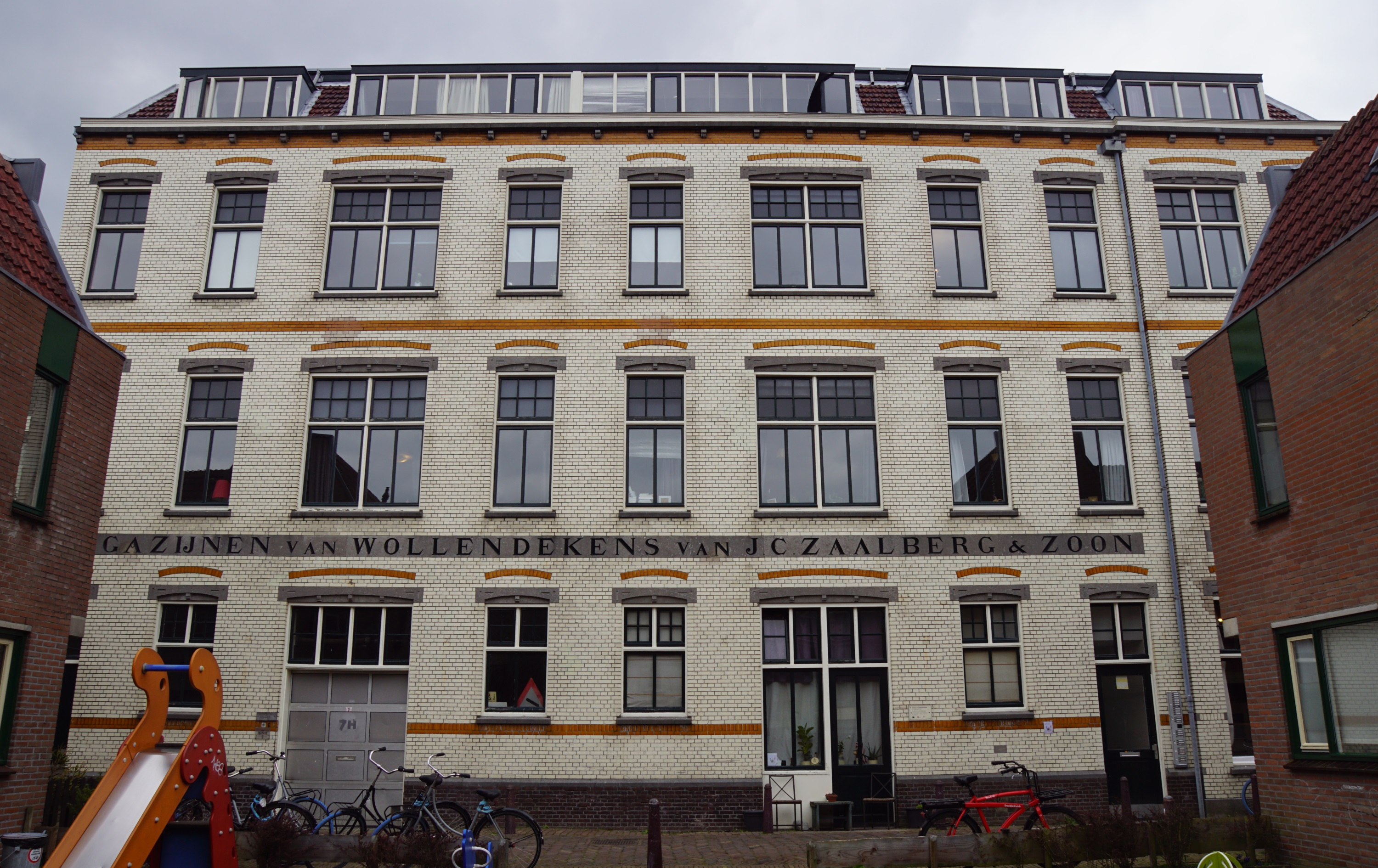
Voormalig magazijn aan de Vestestraat.

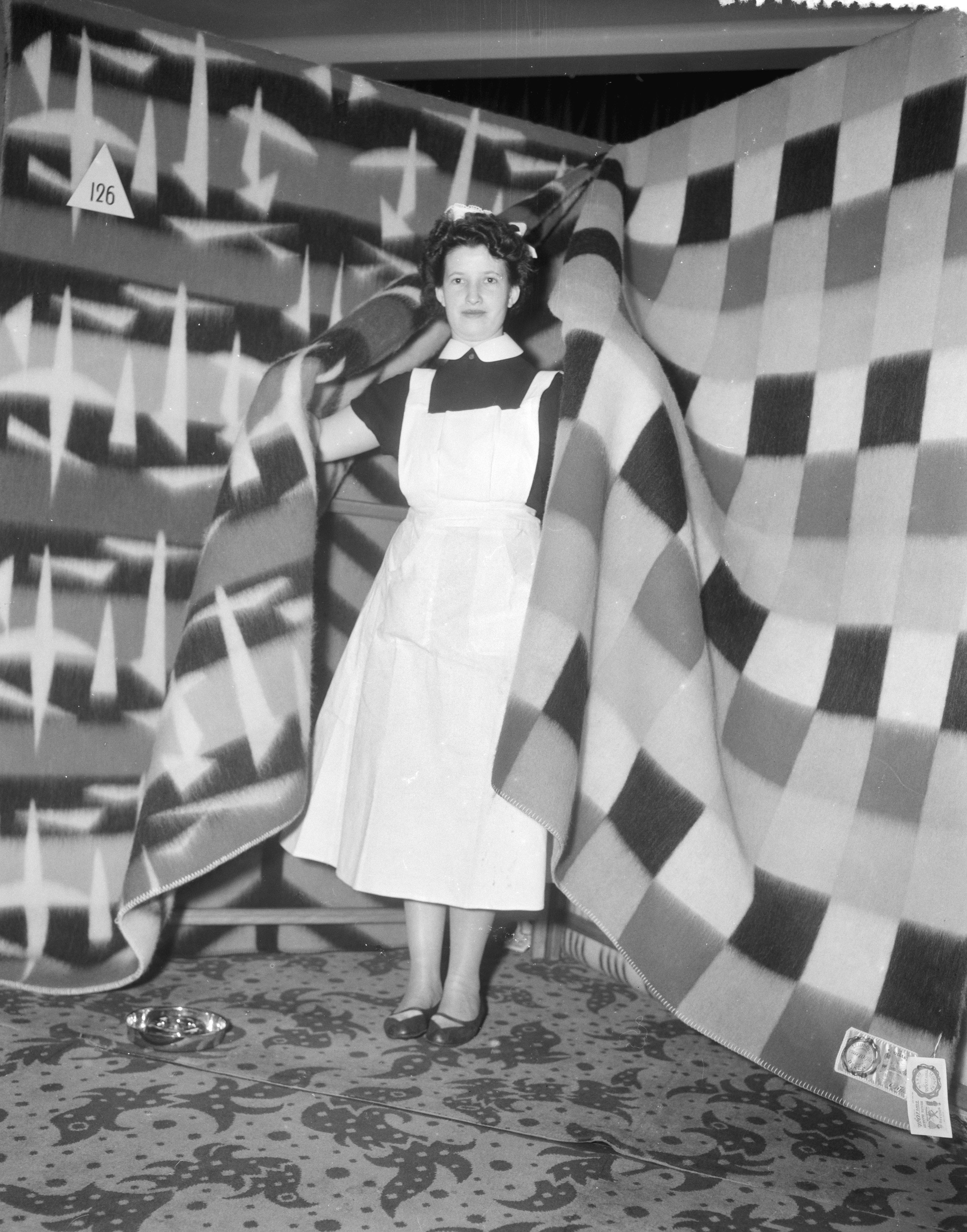
Dekenshow van Van Wijk en Co (1957)

De Leidsche Textielfabrieken Gebroeders Van Wijk & Co N.V. was een Leidse fabrikant van dekens, breigarens en sokken, die bestaan heeft van 1795 tot 1957.
Aan de wieg van het bedrijf stond Dirk van Wijk, die in 1795 zijn meesterstuk ter keuring aanbood en aldus erkend werd als fabrikeur. In 1815 werd aan de Kerksteeg het eerste fabriekje voor wollen dekens opgericht door W.F. van Dijk. Deze werd in 1847 bijgestaan door Thomas van Wijk en Bertram Corts, waarna een pand aan de Herengracht werd betrokken. In 1862 werd de sajetfabriek van P. de Geer overgenomen en in 1864 werd de eerste stoommachine aangeschaft van 40 pk (30 kW). Na 1871 werd een pand aan de Vestestraat in gebruik genomen, waar eveneens een stoommachine werd geïnstalleerd.
In 1913 werd een breigarenfabriek in een nieuw gebouw van gewapend beton aan het Levendaal geopend. De uitgebreide productie van textielgoederen voor het Nederlands leger tijdens de Eerste Wereldoorlog leidde tot een bezoek van koningin Wilhelmina. In 1921 werd de onderneming omgezet in een nv. Deze onderneming bleef onder leiding van de eerdere vennoten, de families Corts en Verheij van Wijk. In het interbellum vormden J. G. J. en W. F. Verheij van Wijk naast B. Corts de directie. Verdere uitbreiding vond plaats in 1929. In 1945 kwam een nieuwbouwcomplex op een fabrieksterrein aan het Nieuwe Kanaal in gebruik, aan de Kanaalweg. Het bedrijf, dat regelmatig op wereldtentoonstellingen en jaarbeurzen te vinden was, ontwikkelde zich tot een grote producent. 

## Neergang
De onderneming kwam begin jaren vijftig al in de problemen. Zo werd over het boekjaar 1952-'53 een verlies van f 1,9 mljn geleden. In 1953 verkreeg J. W. Heringa, die directeur was van Cranenburg & Heringa, een belang in Van Wijk, in 1957 volgde een fusie met de sajetfabrieken van Cranenburg & Heringa. Dit bedrijf, stammend uit 1873, bezat fabrieken aan het Rapenburg, de Vliet en de Kaiserstraat. Het fusiebedrijf ging Van Wijk en Heringa heten. In 1963 werd het bedrijf opgekocht door Reinder Zwolsman en daarna geliquideerd. De fabrieksgebouwen tussen het Levendaal en de Hogewoerd werden verbouwd tot een appartementencomplex.